# Дом В. С. Прядилова
Дом В. С. Прядилова — памятник архитектуры в историческом центре Нижнего Новгорода. Построен в 1906—1908 годах по проекту архитектора С. А. Левкова в стиле модерн.      

## История
Рубеж XIX и XX веков был отмечен массовым переездом в Нижний Новгород освободившихся от крепостного права крестьян-предпринимателей, увеличивавших свои капиталы за счёт сдачи в наём жилья. На месте прежних небольших дворянских усадеб возникали доходные каменные дома.
Крестьянин Владимир Семёнович Прядилов купил на Алексеевской улице, напротив усадьбы княгини Толстой, участок земли и обратился к архитектору С. А. Левкову с предложением разработать проект двухэтажного каменного дома с мезонином и сводчатыми подвалами. 
Проект дома был утверждён Строительным отделением Нижегородского губернского правления 11 августа 1906 года. В решении уличного фасада были обильно применены формы вошедшего тогда в моду модерна: овальные линии проёмов и элементы декоративно-художественного убранства, в том числе кованые ограждения кровли между четырьмя аттиками причудливых форм. 
Однако дом только внешне был выполнен в формах модерна и из-за экономии места возводился единым фасадом с соседними строениями. Первый этаж занимали торговые лавки и сводчатый проезд во двор по центру, над которым была помещена вывеска «Дом В. С. Прядилова». Отделка здания завершилась в 1908 году под надзором автора проекта.     